# Epimecis curvilinea
Epimecis curvilinea là một loài bướm đêm trong họ Geometridae.